# Prins Claus Conservatorium
Das Prins Claus Conservatorium in Groningen ist eines der neun Konservatorien in den Niederlanden. Es ist eine der acht Teilschulen der staatlichen Hanzehogeschool Groningen.
Die Studierenden spezialisieren sich üblicherweise auf ein Instrument innerhalb der beiden Abteilungen Klassische Musik oder Jazz. Außerdem bietet das Konservatorium Ausbildungen zum Chor- und HaFaBra-Dirigenten (Harmonie, Fanfare, Brassband), zum Komponisten bzw. Musik- und Studioproduzenten oder zum Musiklehrer.
Im Jazzbereich gibt es seit mehr als 15 Jahren das Programm New York comes to Groningen, in dessen Rahmen renommierte Musiker aus New York als Gastdozenten am Konservatorium unterrichten.